# Pirazofós
Pirazofós o Pirazofòs de fórmula química: C14H20N3O5PS (en anglès:Pyrazophos nom IUPAC: Ethyl 2-[(diethoxyphosphorothioyl)oxy]-5-methylpyrazolo[1,5-a]pyrimidine-6-carboxylate) és un fungicida sistèmic organofosforat que es fa servir amb acció preventiva i curativa en vergers, vinyets i hortalisse contra l'oïdi (malura balnca) i Erysiphe, Helminthosporium i Rhynchosporium en cereals. Es va introduir a partir de l'any 1969.
Els seus noms comercials inclouen:Curamil; Afugan; Hoechst 2873; Missile; Caswell No. 714D i d'altres.
La seva LD50 oral en les rates és de 151 mg/kg. Contamina severament la vida marina.